# Moby Dick (bande dessinée)
Pour les articles homonymes, voir Moby Dick (homonymie).
Moby Dick est une série de bande dessinée française de science-fiction librement adaptée du roman éponyme de Herman Melville.

## Auteurs
- Scénario : Jean-Pierre Pécau
- Dessins et couleurs : Željko Pahek

## Albums
Les nombres en fin de ligne sont les chiffres de ventes librairies/grandes surfaces en France (source : Panel Tite-Live edistat.com - Consulté le 26 juin 2008)
- New Bedford (2005) 1 200+
- La Chasse (2005) 700+

## Publication

### Éditeurs
- Delcourt (collection « Neopolis ») : tomes 1 et 2 (première édition des tomes 1 et 2)